# バタフライズ
「バタフライズ」（原題：Butterflies）はマイケル・ジャクソンの2002年の楽曲。アルバム『インヴィンシブル』の7曲目に収められている。

## 解説
ソニーレコードとの対立からCD発売はなく、ラジオ向けに配布されただけだったが、反響は大きく、ラジオのエア・プレイのみでBillboard Hot 100で14位を、Billboard Hot R&Bでは2位を記録し、17週間チャート・インをし続けた。
この曲は『エッセンシャル・マイケル・ジャクソン3.0』にも収録された。
作曲者マーシャ・アンブロシウスが所属していたグループFloetryのアルバム『Floetic』にこの曲のデモバージョンが収録されている。

## チャート
| チャート (2001-2002年)               | 順位 |
| ------------------------------------ | ---- |
| US Billboard Hot 100                 | 14   |
| US Hot R&B/Hip-Hop Songs (Billboard) | 2    |
| US Pop Airplay (Billboard)           | 36   |
| US Rhythmic (Billboard)              | 36   |

| チャート (2002年)                                   | 順位 |
| --------------------------------------------------- | ---- |
| 全米 Billboard Hot 100                              | 64   |
| 全米 ホット・R&B/ヒップホップ・ソングス (Billboard) | 12   |